# تواگوسی
تواگوسی (انگلیسی: Toagosei) شرکت صنایع شیمیایی ژاپنی است، که در سال ۱۹۴۲ توسط مومدسوکی فوکوزاوا تأسیس شد.